# 오스미 도모코
오시미 토모코(일본어: 大隅智子, 1972년 12월 28일 ~ )은 일본의 기상 캐스터이다.

## 학력
- 페리스 조가쿠인 대학

## 경력
- NHK 날씨 캐스터

## 진행 프로그램
- BS 뉴스 50